# Brasidas cavernosus

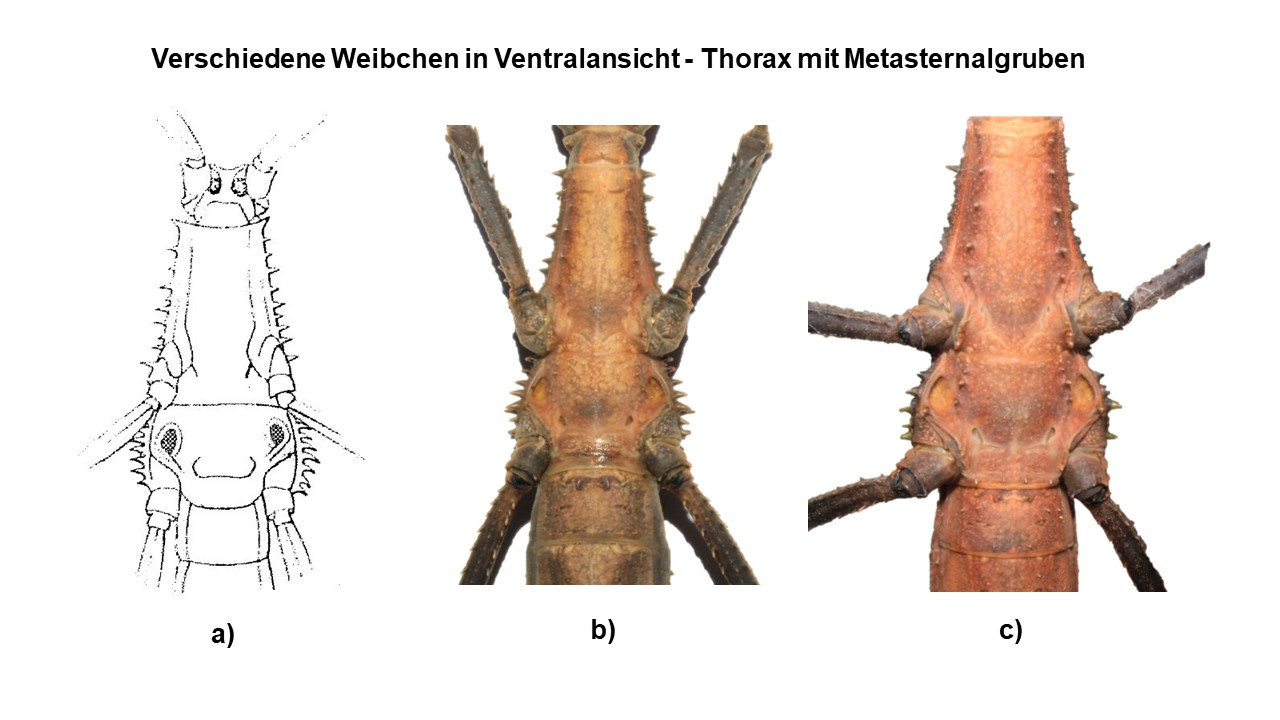
a) Darstellung aus Rethenbacher 1906, (Taf. I, Fig. 6); b) Weibchen vom als Euobrimus lacerta eingeführten Stamm vom Mount Pulog (PSG 377); c) Weibchen vom als Brasidas sp. „Rapu Rapu“ eingeführten Stamm (PSG 362)

Brasidas cavernosus (Syn. Obrimus cavernosus, Euobrimus cavernosus) ist eine auf der philippinischen Insel Luzon vorkommender Gespenstschrecken-Art. Sie gilt als eine der größten Arten der Unterfamilie Obriminae.

## Systematik
Die Art wurde 1877 von Carl Stål unter dem Basionym Obrimus cavernosus in der zwei Jahre zuvor ebenfalls von Stål aufgestellten Gattung Obrimus beschrieben. Er nennt sie eng mit Obrimus bufo verwandt und unterscheidet sie von dieser durch die etwas andere Bedornung des Körpers und der Beine. Als Hauptunterschied werden die lateralen Gruben im Metasternum genannt, die auch namensgebend für die Art sind („cavernousus“ Lat. für höhlenartig). Als Holotypus wurde 1933 von Sjöstedt das vermutlich für die Erstbeschreibung verwendete Weibchen erwähnt. Es befindet sich im Naturhistoriska riksmuseet in Stockholm.
Joseph Redtenbacher untersuchte 1906 drei Tiere, genauer ein Männchen und zwei Weibchen, die er dieser Art zuordnet. Das aus dem Museum für Naturkunde Berlin stammende Männchen wurde auf Luzon, die aus dem Naturkundemuseum Paris stammenden Weibchen auf Mindanao gesammelt. Er erwähnt am Ende des Abschnitts, dass nicht sicher sei, ob beide Geschlechter zur selben Art gehören. Redtenbacher beschreibt außerdem eine weitere Art mit Metasternalgruben unter dem Namen Obrimus lacerta (heute Brasidas lacerta). Diese ist kleiner und unterscheidet sich im weiblichen Geschlecht laut Redtenbacher durch die größeren, bei Obrimus cavernosus ebenfalls vorhandenen, aber flacheren, vier vorderen bzw. mittleren Stacheln auf den basalen Segmenten des Abdomens. Außerdem fehlen Obrimus lacerta die vier Stacheln am Hinterrand dieser Abdominalsegmente. Von den als Obrimus cavernosus bezeichneten Tieren Redetenbachers gehört nach heutigen Erkenntnissen das männliche Tier von Mindanao zu einer anderen Art. Darauf deuten schon Untersuchungen von Heinrich Dohrn hin, der 1910 bezweifelt, dass es sich bei der von Redtenbacher beschriebenen Obrimus lacerta und Obrimus cavernosus um eigenständige Arten handelt. Er untersuchte zwei Pärchen von Mindanao, deren Männchen zu Redtenbachers cavernosus und deren Weibchen zu seiner lacerta passen. Frank H. Hennemann klärt 2023 auf, dass es sich bei den drei Syntypen von Brasidas lacerta um die Vertreter dreier Arten handelt, von denen lediglich das adultes Weibchen aus Redtenbachers am Naturhistorischen Museum Wien hinterlegten Sammlung Brasidas lacerta zuzurechnen ist, während das juvenile Männchen aus Redtenbachers Sammlung zu Brasidas cavernosus und ein adultes Männchen von Luzon aus der Berliner Sammlung zur später beschriebenen Euobrimus bakeri (heute Brasidas bakeri) gehört.
James Abram Garfield Rehn und sein Sohn John William Holman Rehn beschrieben 1939 sowohl die Gattung Brasidas, als auch Euobrimus. In letztere überstellten sie sowohl Obrimus cavernosus als auch Obrimus lacerta. Bezüglich Euobrimus cavernosus erwähnen sie teilweise Verwechslungen von Redtenbacher und Dohrn. Vier der sechs von ihnen untersuchten Tieren, von denen vier männlich und zwei weiblich waren, stammen aus der Sammlung von Morgan Hebard. Diese sind im Naturhistorischen Museum der Drexel University in Philadelphia hinterlegt. Die beiden anderen Exemplare, zwei Männchen, stammen aus der Sammlung des heutigen National Museum of Natural History in Washington, D.C. Tatsächlich gehören die von Rehn und Rehn untersuchten Tiere aus Hebards Sammlung, welche von der Mindanao vorgelagerten Insel Siargao stammen, der erst 2023 beschriebenen Brasidas rehni an.
In einer 2021 veröffentlichten molekulargenetischen Untersuchung wurden mehrere Arten der damaligen Gattungen Brasidas und Euobrimus untersucht, unter anderem auch Proben von Euobrimus cavernosus von verschiedenen Fundorten. Während die meisten Gattungen der Obrimini als monophyletisch bestätigt wurden, trifft dies auf Brasidas und Euobrimus nicht zu. Hennemann synonymisierte 2023 Euobrimus mit Brasidas.

## Merkmale
Die Weibchen der Art erreichen 9,6 bis 11,4 cm Länge und zählen somit neben Trachyaretaon carmelae zu den größten Vertretern der Obrimini. Wie viele andere Arten der Tribus sind sie sehr variabel gefärbt. Neben Weibchen mit hell- oder dunkelbrauner Grundfarbe, finden sich auch grün gefärbte und gemischtfarbige Tiere. Die oft für Vertreter der Gattung typischen, kleinen, schwarzen Tuberkel, sind besonders im Bereich des Meso- und Metanotums vorhanden. Außerdem sind häufig größere weiße oder beige Bereiche vorhanden, wie eine auf dem Pronotum beginnende und bis auf das Abdomen reichende Linie oder symmetrische Bereiche auf dem Metanotum. Auch dunklere oder fast schwarze Muster können insbesondere auf dem Abdomen auftreten. Die größeren Stacheln auf dem Kopf, dem Thorax und dem vorderen Abdomen können dunkel oder grün gefärbt sein. Das Abdomen endet in einem Legestachel, dem sekundären Ovipositor. Dessen ventral liegende Subgenitalplatte endet spitz. Der dorsale Anteil des Legestachels, welcher als Supraanalplatte oder Epiproct bezeichnet wird, ist deutlich kürzer als der ventrale und endet stumpf.
Männchen werden 6,6 bis 7,25 cm lang und sind meist recht ähnlich gefärbt. Der oberseits olivgrün bis braun gefärbte Körper ist im Bereich des Mesonotums auffällig rotbraun. Der auch bei einigen Weibchen vorkommende, beige bis gelbliche Längsstrich vom Pronotum bis zum vorderen Abdomen ist stets mehr oder weniger deutlich vorhanden. Die Männchen haben deutlich weniger Stacheln als die Weibchen. Neben drei Stachelpaaren auf dem Kopf, befindet sich lediglich je ein größeres Stachelpaar im hinteren Bereich des Pro-, Meso- und Metanotums. Daneben ist ein größeres Paar Mesopleuralen und mehrere Metapleuralstacheln ausgebildet.

## Vorkommen und Fortpflanzung

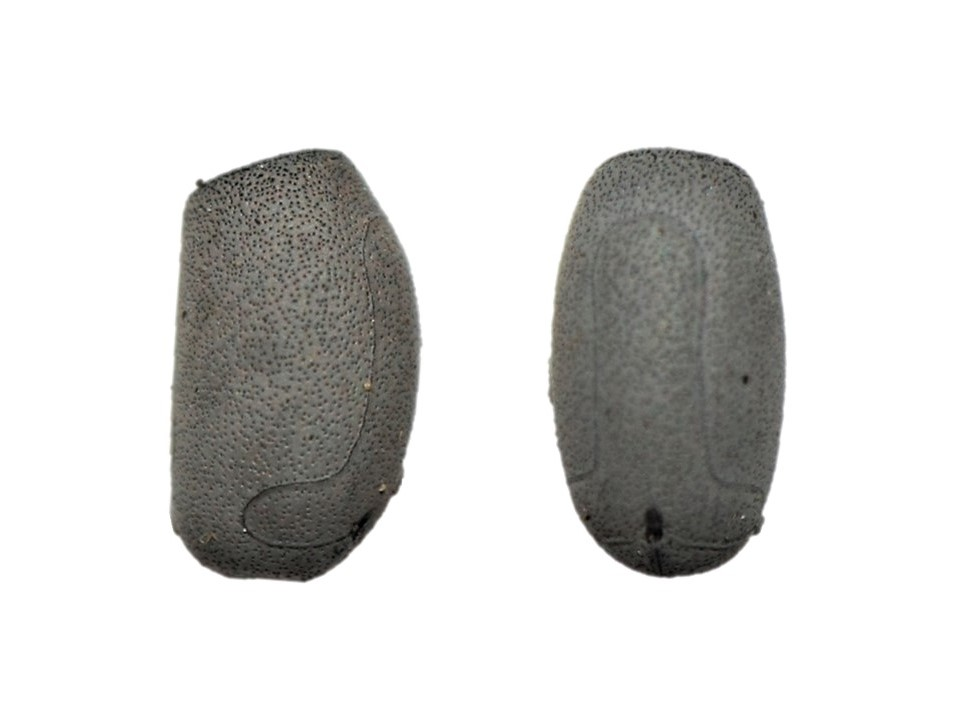
Eier des aus Rapu Rapu eingeführten Stammes (PSG 362)

Während Stål als Verbreitungsgebiet nur mit Philippinen angibt, gilt heute als gesichert, dass die Nennung von Mindanao durch Redtenbacher sich auf Brasidas lacerta und die der Mindanao vorgelagerter Insel Siargao durch Rehn und Rehn auf Brasidas rehni beziehen. Bei den von Sarah Bank et al. untersuchten Vertretern der Art handelt es sich ausschließlich um Tiere von Luzon, genauer aus der südöstlichen Provinz Sorsogon vom Mount Pulog (nicht zu verwechseln mit dem im Norden Luzons gelegenen Mount Pulag), sowie von der vorgelagerten Insel Rapu Rapu in der Provinz Albay. Hennemann nennt weiter Fundorte auf Luzon in den Provinzen Aurora und Leyte.
Die von den Weibchen mittels des Ovipositors in den Boden abgelegten, nierenförmigen, graubraunen Eier sind 6,1 mm lang und 3,3 mm breit. Ihr Operculum (Deckel) ist flach und sitzt leicht schräg auf dem Ei. Die aus den Eiern schlüpfenden Nymphen sind ca. 15 mm lang und hellbraun.

## Terraristik
Im Oktober 2011 sammelte der auf den Philippinen lebende Franzose Thierry Heitzmann auf der Insel Rapu-Rapu vier Pärchen dieser Art. Die sehr großen Tiere wurden nach ihrem Fundort zunächst als Brasidas sp. 'Rapu-Rapu' bezeichnet. Nachdem die Tiere nur schlecht an das angebotene Futter gingen und von den vier Pärchen drei verstarben, legte das vierte Weibchen ausreichend Eier, um einige nach Europa verschicken zu können. Dem Schweizer Philipp Heller gelang es 2012 aus diesen einige Tiere zum Schlupf zu bringen, erfolgreich aufzuziehen und weiterzugeben. Die Art erhielt von der Phasmid Study Group die PSG-Nummer 362 und wird dort noch als Brasidas sp. 'Rapu-Rapu' geführt.
Ein weiterer Stamm wurde schon vor dem Sommer 2011 ebenfalls von Heitzmann auf Luzon in der Provinz Sorsogon am Mount Pulog gesammelt. Von den zunächst als Euobrimus lacerta bestimmten Tieren, schickte er einige Eier an den Niederländer Rob Krijns, der sie erfolgreich erbrütet und die Nachzuchten in Europa verteilte. Der resultierende Zuchtstamm wird von der Phasmid Study Group unter der PSG-Nummer 377 und dem von Heitzmann genutzten Namen geführt. Laut der jüngeren Untersuchung von Bank et al. und Hennemann, handelt es sich bei diesem Stamm ebenfalls um Brasidas cavernosus.
Die Haltung der heute in Zucht befindlichen Stämme ist unkompliziert. Anders als Heitzmanns ursprüngliche Tiere von Rapu Rapu fressen sie bereitwillig verschiedenen Futterpflanzen. So eignen sich Haseln, Salal, Aronstabgewächse, Brombeeren und andere Rosengewächse für alle Stadien als Nahrung.

## Bilder

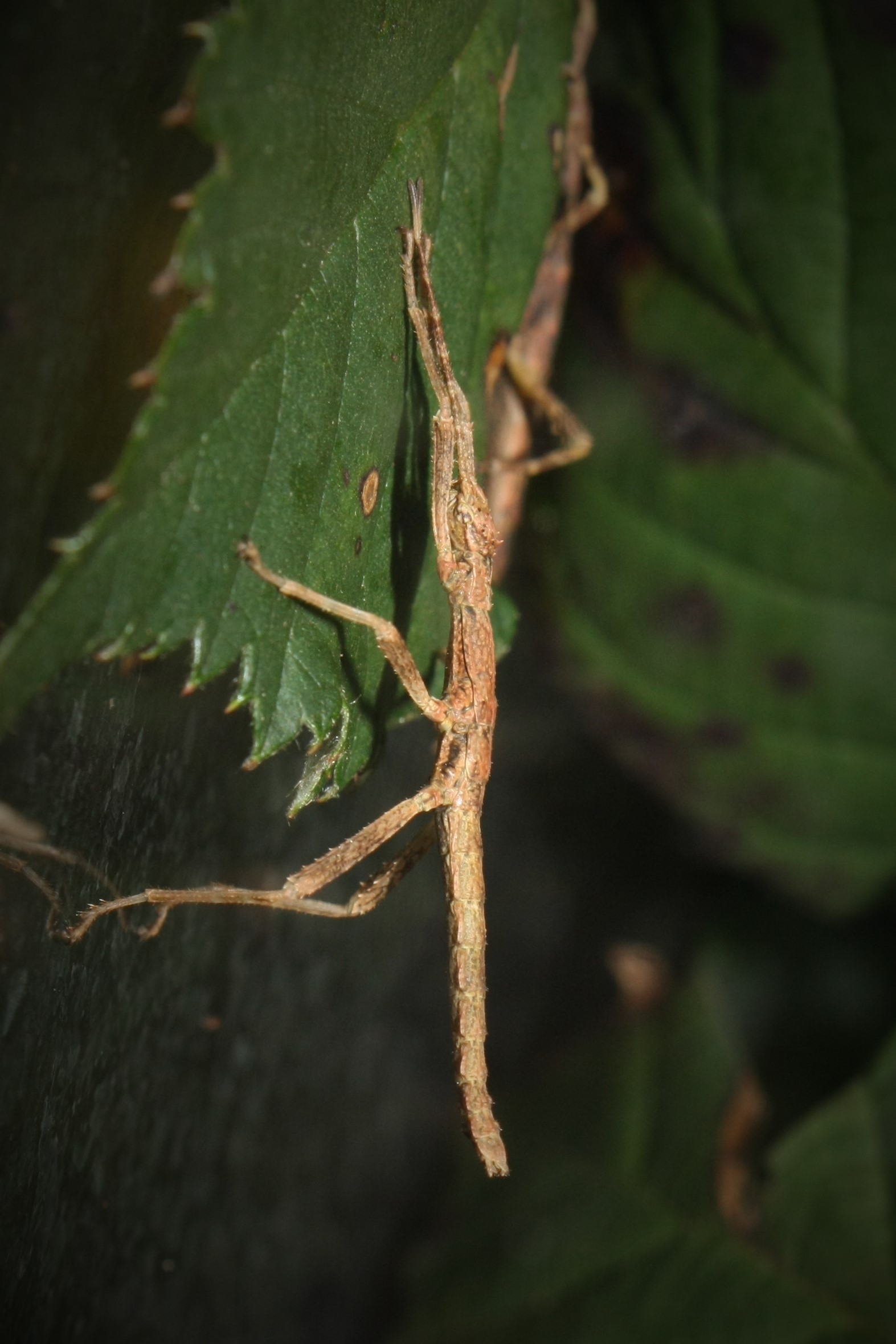
Nymphe des als Euobrimus lacerta eingeführten Stammes (PSG 377)
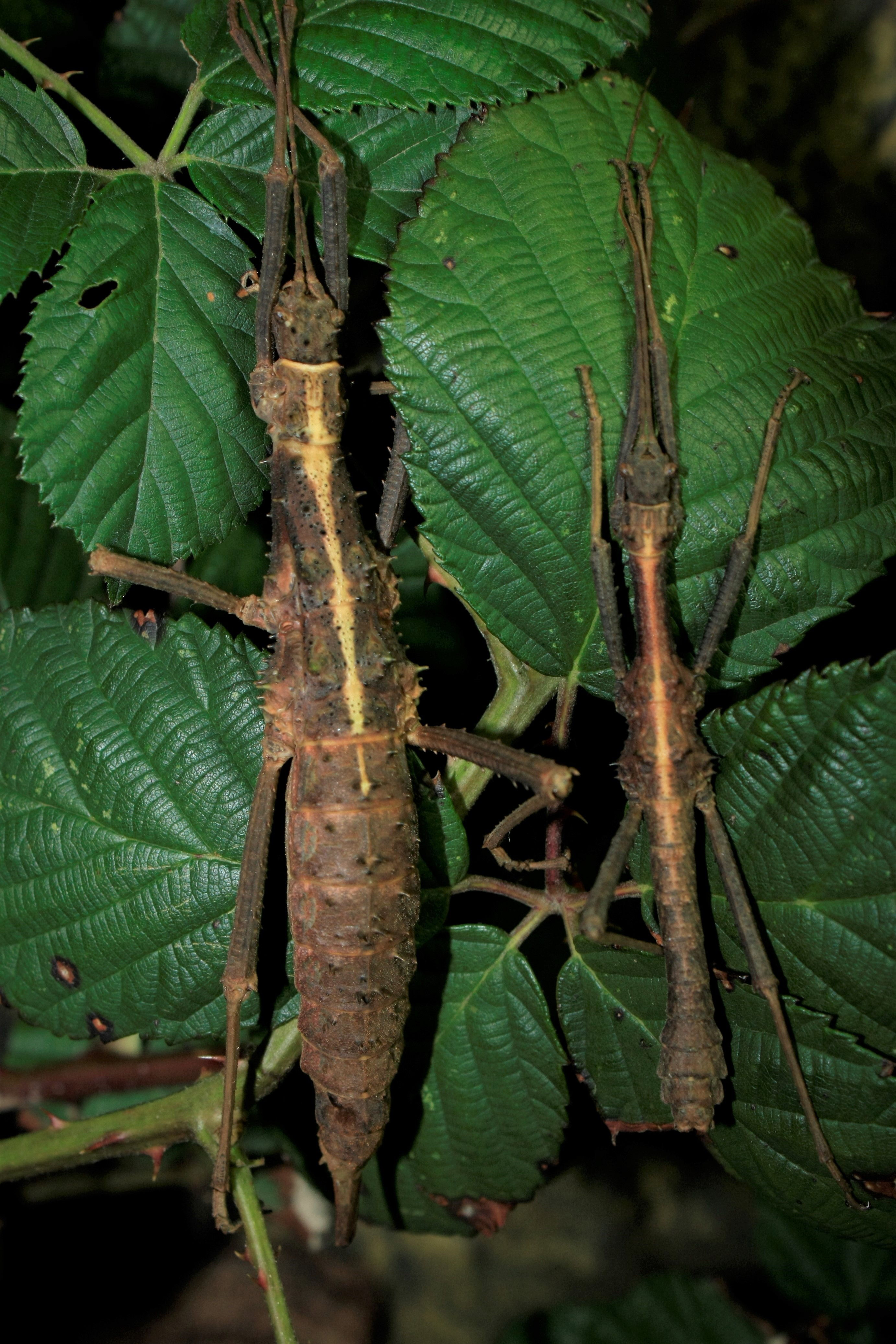
Pärchen des als Euobrimus lacerta eingeführten Stammes (PSG 377)
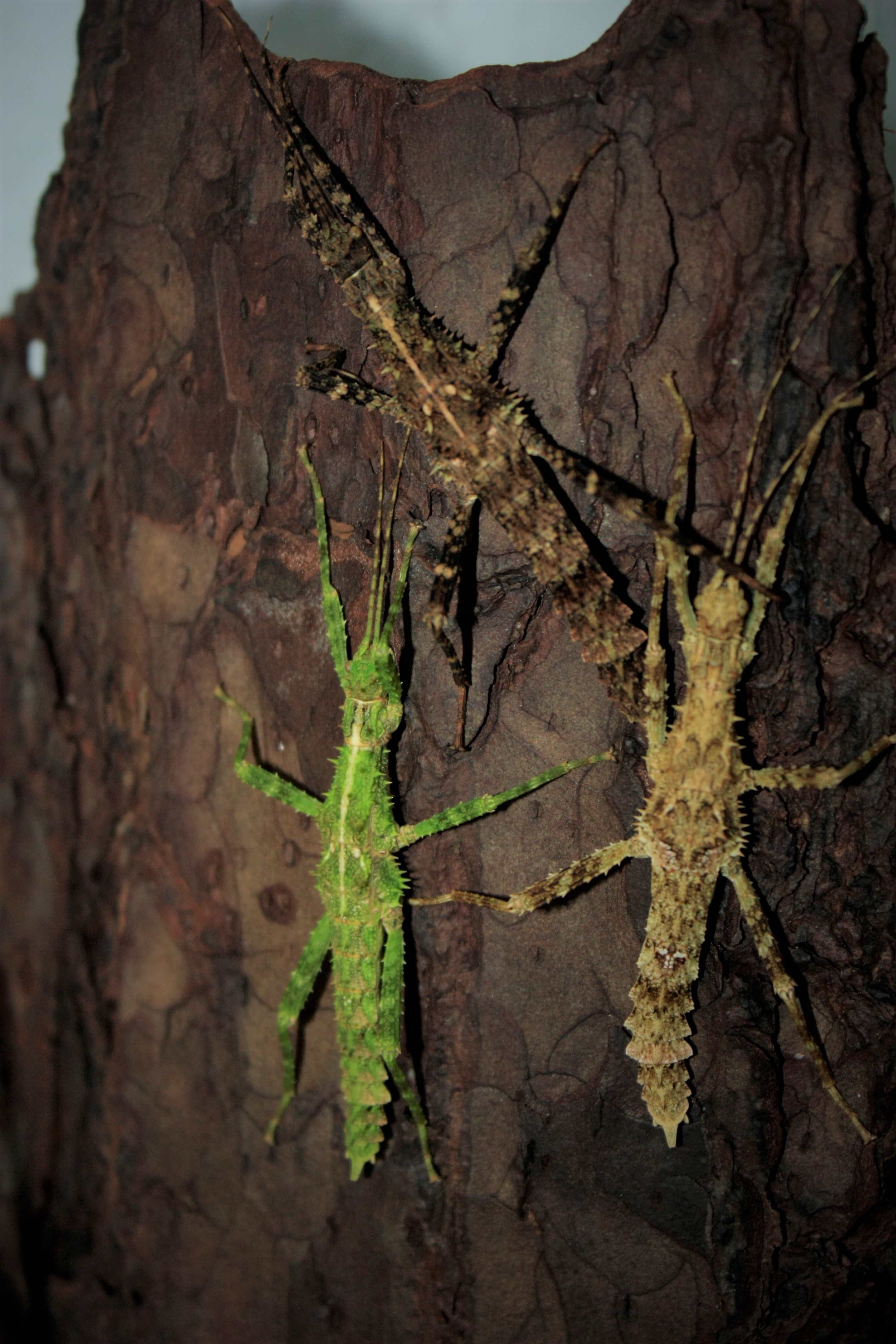
Unterschiedlich gefärbte, weibliche Nymphen vom Rapu-Rapu-Stamm (PSG 362)
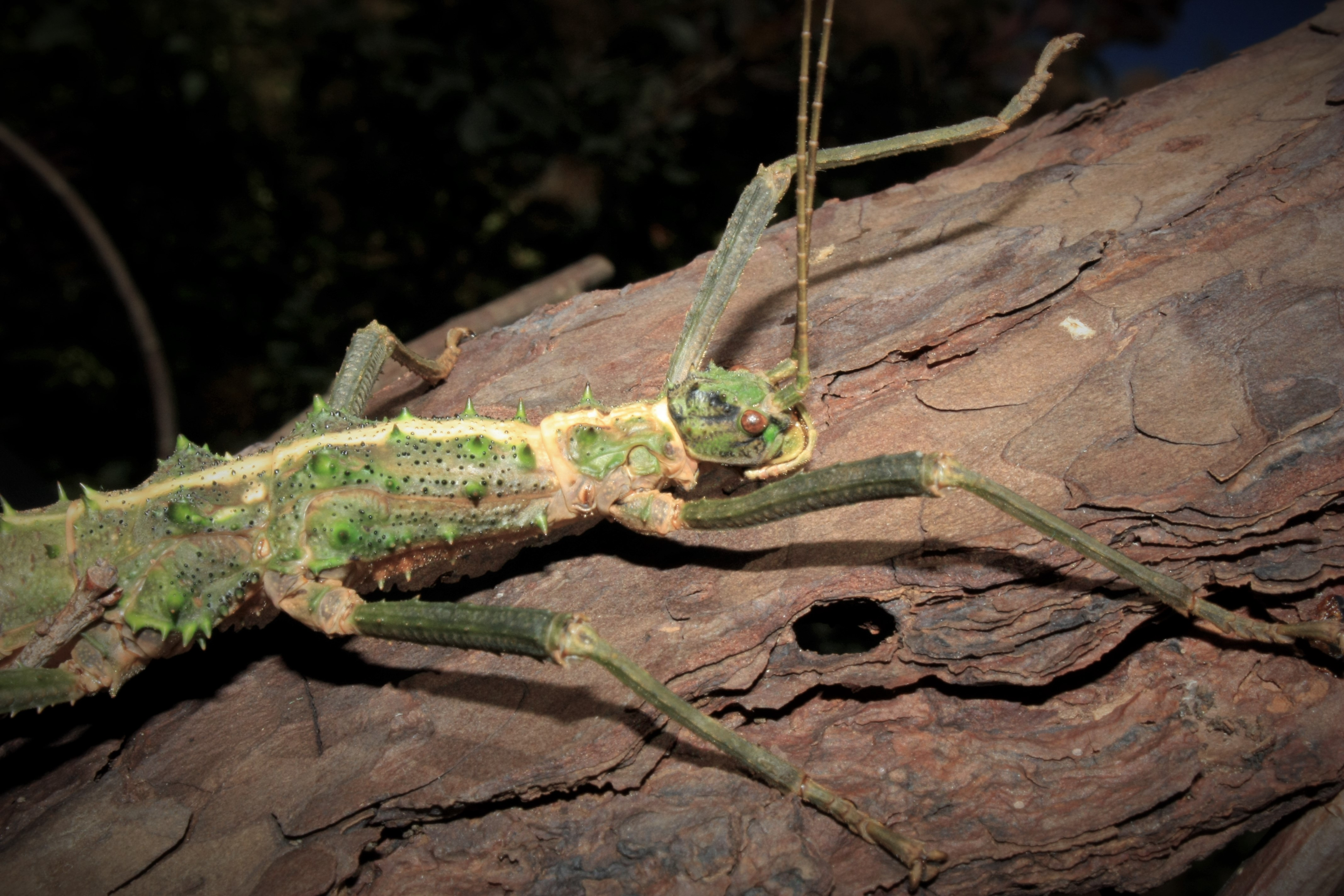
Porträt eines Weibchens vom Rapu-Rapu-Stamm (PSG 362)
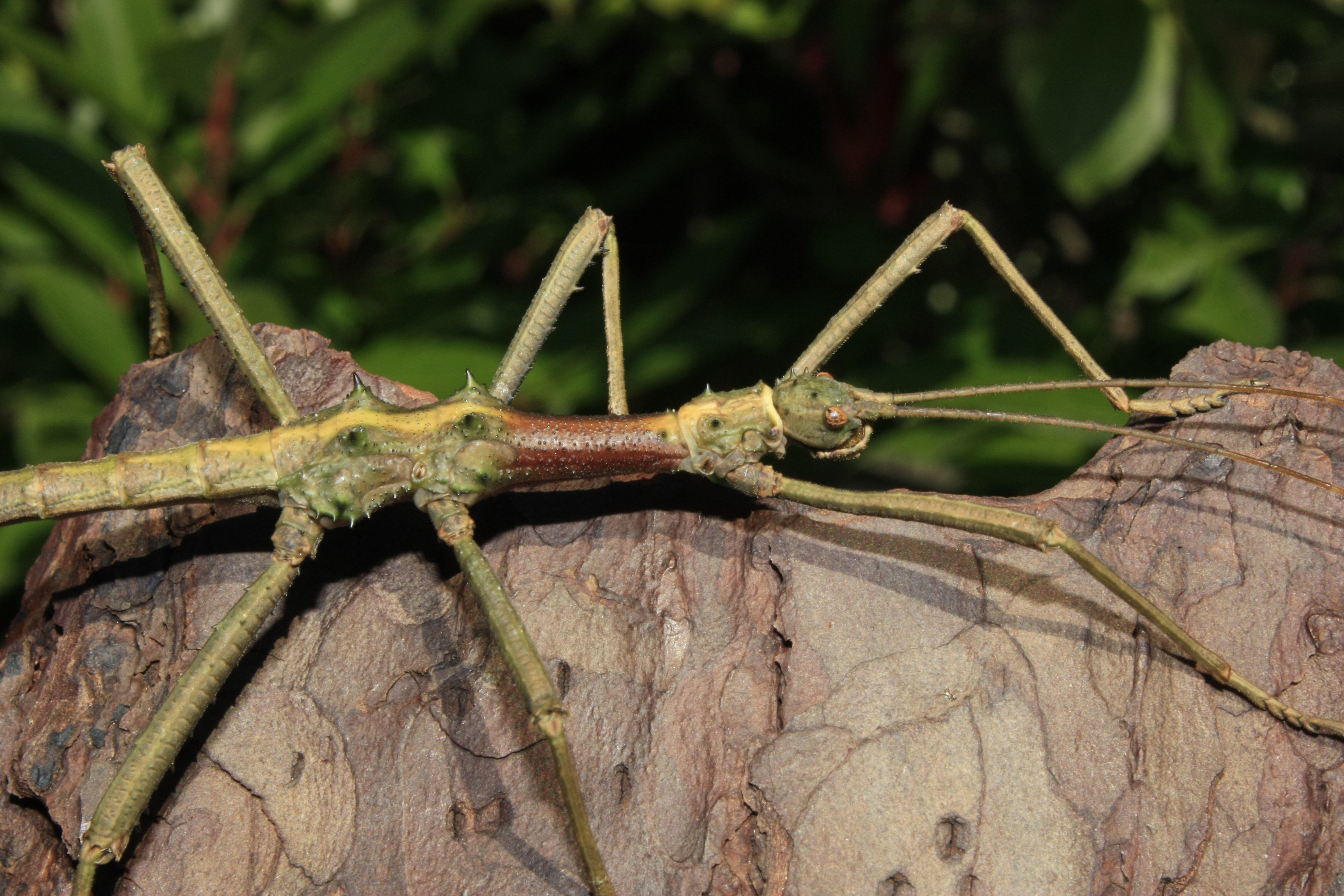
Porträt eines Männchens vom Rapu-Rapu-Stamm (PSG 362)